# Naoto Sakurai
Naoto Sakurai (桜井 直人?, Sakurai Naoto; Prefettura di Saitama, 2 settembre 1975) è un ex calciatore giapponese, di ruolo attaccante.